# Battaglia di Raban
La Battaglia di Raban è stato uno scontro combattuto nell'autunno 958 nei pressi della fortezza di Raban (nel nord dell'odierna Siria) tra l'esercito bizantino, condotto da Giovanni Zimisce (successivamente imperatore nel periodo 969–976), e le truppe dell'Emirato di Aleppo hamdanide condotte dal celebre emiro Sayf al-Dawla (r. 945–967). La battaglia ebbe come esito una vittoria fondamentale per i Bizantini, e contribuì al declino della potenza militare hamdanide, che fino a poco tempo prima era stata una seria minaccia per Bisanzio.

## Contesto storico
Nel periodo tra il 945 e il 967, l'emiro hamdanide di Aleppo, Sayf al-Dawla, fu l'avversario più pericoloso dei Bizantini sul loro fronte orientale, in virtù del fatto che controllasse la maggior parte delle terre sulla frontiera bizantino-musulmana (Thughūr) e della sua aderenza al Jihād. Sayf al-Dawla aveva già condotto delle campagne militari contro i Bizantini nel 938 e nel 940, ma fu dopo la fondazione di un emirato con capitale Aleppo nel 945, che cominciò a confrontarsi con essi pressoché ogni anno. Nonostante la superiorità numerica goduta dai Bizantini, l'emergere degli Hamdanidi pose un freno alle offensive bizantine che avevano portato alle cadute di Malatya (934), Arsamosata (940) e Qaliqala (nel 949).
Inizialmente, nel corso del primo decennio di conflitti protratti con i Bizantini, questi ultimi erano condotti dal Domestico delle Scholae (comandante in capo) Barda Foca. Dopo alcuni insuccessi iniziali, Sayf al-Dawla riuscì in breve tempo a ottenere la riscossa: nel 953, sconfisse pesantemente Bardas nei pressi di Marash. Spedizioni condotte da Bardas nei due anni successivi furono anch'esse sconfitte, permettendo a Sayf al-Dawla di rifortificare la zona di frontiera e di rafforzarla contro ulteriori attacchi bizantini. Usando la sua cavalleria leggera per eludere i più lenti negli spostamenti Bizantini, Sayf al-Dawla fu inoltre in grado di lanciare profonde incursioni devastanti in territorio bizantino; tuttavia, le sue incursioni evitavano le posizioni fortificate, e non potevano minacciare seriamente l'effettivo controllo bizantino sulle loro recenti conquiste. In seguito al 955, tuttavia, la situazione cominciò a cambiare: l'inadeguato Barda Foca fu destituito e sostituito da suo figlio, l'abile Niceforo, sotto la cui supervisione l'equipaggiamento dell'esercito bizantino fu aggiornato, le sue file riempite di Armeni, e i suoi addestramenti intensificati. I nuovi comandanti bizantini, cioè il fratello di Niceforo Leone e suo nipote Giovanni Zimisce, decisero di applicare una strategia offensiva e cominciarono a devastare in profondità i territori hamdanidi.

## Le incursioni di Zimisce e la battaglia di Raban
Nella primavera 956, Sayf al-Dawla anticipò l'assalto ad Amida nella Giazira, pianificato da Zimisce, e invase per primo il territorio bizantino. Zimisce reagì occupando un passo nella retrovia di Sayf al-Dawla, e lo attaccò al ritorno. La difficile battaglia, combattuta nella pioggia torrenziale, ebbe come esito una vittoria musulmana in quanto Zimisce perse 4 000 soldati. Nel frattempo, tuttavia, Leone Foca invase la Siria e sconfisse e fece prigioniero il cugino di Sayf al-Dawla, che fu lasciato indietro al suo posto. Nel 957 Niceforo prese e rase al suolo la fortezza di Hadath e, nella primavera successiva, Zimisce invase la Giazira. Ivi espugnò la fortezza di Dara, e conseguì una netta vittoria nei pressi di Amida su un esercito condotto da uno dei luogotenenti prediletti di Sayf al-Dawla, il Circassiano Nadja. Si narra che, delle 10 000 truppe di Nadja, Zimisce ne avesse uccise la metà e avesse fatto prigionieri più della metà dei superstiti.
Rinforzato da ulteriori truppe sotto il comando del parakoimomenos Basilio Lecapeno, in giugno, Zimisce prese d'assalto Samosata e la fortezza di Raban a sud di Hadath. Fu proprio a Raban dove ebbe luogo la battaglia con le truppe condotte da Sayf al-Dawla in persona. La battaglia (che ebbe luogo tra il 18 ottobre e il 15 novembre 958) fu combattuta accanitamente, si narra che il cugino di Sayf al-Dawla nonché poeta di corte Abu Firas avesse rotto due lance alla sua prima carica, ma alla fine i Bizantini prevalsero e l'esercito musulmano cedette e fuggì. Molti degli accompagnatori di corte di Sayf al-Dawla e ghilman caddero nell'inseguimento, mentre oltre 1 700 della sua cavalleria furono fatti prigionieri e sfilarono per le strade di Costantinopoli.

## Conseguenze
La vittoria a Raban rese evidente che i Bizantini stessero avendo la meglio sugli Hamdanidi. Tale successo consentì loro di mantenere il controllo di Samosata, il che significava che erano riusciti a oltrepassare la frontiera fortificata a protezione della Siria settentrionale. Nonostante ciò, il sovrano hamdanide era ancora in possesso di un potente esercito in grado di lanciare incursioni in territorio bizantino, fino almeno a una sconfitta catastrofica subita nel novembre 960 per mano di Leone Foca. A causa della disfatta, l'esercito hamdanide si indebolì considerevolmente, la Cilicia venne annessa dai Bizantini nel 964–965, e persino la stessa Aleppo fu presa per un breve periodo dai Bizantini nel 962.